# Zlatno (Nitra)
Zlatno é um município da Eslováquia, situado no distrito de Zlaté Moravce, na região de Nitra. Tem 15,37 km² de área e sua população em 2018 foi estimada em 215 habitantes.

## Demografia
| Ano:        | 1994 | 2004    | 2014    | 2024    |
| ----------- | ---- | ------- | ------- | ------- |
| Broj ljudi: | 289  | 254     | 225     | 200     |
| Razlika:    |      | -12,11% | -11,41% | -11,11% |

| Ano:               | 2023 | 2024   |
| ------------------ | ---- | ------ |
| Número de pessoas: | 190  | 200    |
| Diferença:         |      | +5,26% |